# Panatenaje
Panatenaje (gr. Παναθήναια Panathḗnaia) – święto upamiętniające narodziny bogini Ateny, obchodzone w starożytnych Atenach w miesiącu hekatombaion. Początkowo było świętem chłopskim; Pizystrat uczynił je naczelną uroczystością ateńską w VI w. p.n.e. Święto obchodzono co roku jako Małe Panatenaje, a co cztery lata, w trzecim roku każdej olimpiady, jako szczególnie uroczyste Wielkie Panatenaje. Święto przedstawione jest na fryzie w świątyni Partenon.

## Małe Panatenaje
Małe Panatenaje były świętem jednodniowym. Posągom Ateny w mieście zakładano wówczas nowe szaty zwane peplos oraz składano ofiary Atenie Polias („Miejskiej” – opiekunce Aten), Higiei i Nike. Potem następowały konkursy taneczne.

## Wielkie Panatenaje
Wielkie Panatenaje były najuroczystszym świętem w starożytnych Atenach. Rozpoczynały się całonocnym czuwaniem przed właściwymi obchodami. Rankiem młodzieńcy ateńscy ścigali się z pochodniami, biegnąc z gaju za murami miasta na szczyt Akropolu. Następnie rozpoczynała się procesja całej społeczności Aten spod Bramy Dipylońskiej w Keramejkos aż do Partenonu, gdzie składano bogate ofiary, natomiast samemu posągowi Ateny zakładano peplos. Szaty te szyte były przez dziewczęta z najzamożniejszych rodzin, a podczas procesji niesione były na maszcie zamontowanym na rydwanie w kształcie statku. Materiał peplos robiony był z wełny, miał żółtą barwę i pokryty był wzorami przedstawiającymi sceny z gigantomachii. 
W dalszej kolejności odbywały się wyścigi rydwanów, gonitwy koni, zawody lekkoatletyczne i konkursy muzyczne, trwające przez kilka dni. Zwycięzcy otrzymywali w nagrodę amfory z oliwą ze świętych gajów oliwnych, tzw. amfory panatenajskie. Obchody obejmowały też taniec nagich mężczyzn, mających tylko hełm i tarczę, dla upamiętnienia zwycięstwa Ateny nad gigantami.